# Axinaea sclerophylla
Axinaea sclerophylla är en tvåhjärtbladig växtart som beskrevs av José Jéronimo Triana. Axinaea sclerophylla ingår i släktet Axinaea och familjen Melastomataceae. IUCN kategoriserar arten globalt som sårbar.
Artens utbredningsområde är Ecuador. Inga underarter finns listade i Catalogue of Life.